# Genèveskolan
Genèveskolan, egentligen Nordiska folkhögskolan i Genève, är en folkhögskola med inriktning mot internationellt samarbete. Skolan grundades 1931 och har band till fackföreningsrörelserna i de nordiska länderna. Den ligger i Vesnaz, en bit utanför Genèves innerstad.